# Резня в Чушке
Резня в Чушке (алб. Masakra e Qyshkut, серб. Масакр у Ћушкој) — убийство 41 косовского албанца, возрастом от 19 до 69 лет, сербскими силами безопасности, югославской армией и полувоенным отрядом «Шакалы» 14 мая 1999 года, во время войны в Косово. 13 марта 2010 сербский прокурор по военным преступлениям объявил, что девять человек были арестованы за их роль в резне и заявили, что в отношении убийства и кражи в Чушке было расследовано в общей сложности дела 26 мужчин.

## Предыстория
Чушка — село неподалёку от города Печ. В селе было около 200 домов и 2 000 жителей, преимущественно албанцы. В утро 14 мая 1999 Сербские силы безопасности прибыли в село Чушка. Когда женщины и дети были отделены от мужчин, частная собственность систематически была похищена, а документы, удостоверяющие личность, были уничтожены. Затем силы разделили мужчин на три группы около десяти и заняли три отдельных дома, где они были расстреляны автоматом. Затем каждый из домов был сожжен. В каждом из трех домов один человек выжил.
Причины резни в Чушке остается неясной. Агим Чеку, командир Армии освобождения Косова, был деревенским уроженцем, и его отец, который жил там, был убит в результате массовых убийств; однако многие из сербских сил заявили, что его смерть не была основной целью нападения.

## Судебное разбирательство
13 марта 2010 года сербская военная прокуратура арестовала девять участников военизированной группы «Шакалы». В настоящее время прокуратура сербской военной преступности возбудила уголовное дело против 26 человек за убийство и кражу в Чушке.
20 января 2012 года районный суд в Стокгольме, Швеция, приговорил Милича Мартиновича, 34-летнего бывшего сербского полицейского, к пожизненному тюремному заключению за его роль в убийстве. Мартинович, который был арестован в Швеции в апреле 2010 года, был признан виновным в преступлениях, совершенных при отягчающих обстоятельствах против человечности, включая убийство, покушение на убийство и умышленный поджог.
Мартинович был членом специального полицейского подразделения PJP, которая вошла в Чушку 14 мая 1999 года в поисках «террористов». Вооруженный и в военной форме он был среди бойцов, которые захватили большое количество людей в плен, убил 29 из 41 человек, убитых там в тот день, попытался убить трех других, сжег дома подвергшихся жестокому обращению гражданских лиц, было сказано в решении суда. В судебных документах описывается, как он неоднократно стоял на страже, когда его товарищи убивали мирных жителей, и как он стрелял в землю и заставлял жителей сдать золото и другие ценности, но они не рассказывают, что Мартинович убил бы любого человека. Газета сообщает в Швеции, что он хотел обжаловать это решение.